# Estola assimilis
Estola assimilis är en skalbaggsart som beskrevs av Stefan von Breuning 1940. Estola assimilis ingår i släktet Estola och familjen långhorningar. Inga underarter finns listade i Catalogue of Life.